# 3C 212
3C 212 là một Chuẩn tinh nằm trong chòm sao Cự Giải.